# Rapid Foray
Rapid Foray è il sedicesimo album in studio del gruppo musicale tedesco Running Wild, pubblicato nel 2016.

## Tracce
1. Black Skies, Red Flag – 4:44
2. Warmongers – 4:29
3. Stick to Your Guns – 5:08
4. Rapid Foray – 4:47
5. By the Blood in Your Heart – 5:27
6. The Depth of the Sea (Nautilus) (Instrumental) – 3:53
7. Black Bart – 5:06
8. Hellectrified – 4:22
9. Blood Moon Rising – 4:20
10. Into the West – 4:34
11. Last of the Mohicans – 11:11

## Formazione
- Rolf Kasparek – voce, chitarra, basso
- Peter Jordan – chitarra
- Ole Hempelmann – basso
- Michael Wolpers – batteria